# Ребле (Псковская область)
Ребле — деревня в России, в Пустошкинском районе Псковской области России. Входит в состав Забельской волости.

## География
Деревня расположена на восточном берегу Ребельского озера, в 21 км к востоку от районного центра города Пустошка.

## Население
| 2002 | 2010 |
| ---- | ---- |
| 91   | ↘54  |

Численность населения деревни по оценке на начало 2001 года составляла 110 жителей. В деревне проживают несколько блогеров, ведущих каналы на YouTube о своей жизни.